# Persone di nome Amalia
| Questa pagina contiene informazioni ricavate automaticamente dalle voci biografiche con l'ausilio del template Bio e di un bot. L'aggiornamento è periodico e automatico e ricostruisce completamente la pagina. Se manca una persona in questa lista, sei pregato di non aggiungerla, ma accertati piuttosto che la sua voce biografica contenga il template Bio e che i dati anagrafici siano correttamente compilati. Se il template Bio manca, inseriscilo tu stesso o, in alternativa, metti l'avviso {{tmp\|Bio}} che ne segnala la mancanza. Se i dati riportati sono sbagliati, correggi direttamente la voce biografica; le modifiche saranno visibili in questa lista entro pochi giorni. Per chiarimenti vedi il progetto antroponimi. La lista contiene solo le 62 persone che sono citate nell'enciclopedia e per le quali è stato implementato correttamente il template Bio. Pagina aggiornata al 22 lug 2025. |

Questa è una lista di persone presenti nell'enciclopedia che hanno il nome Amalia, suddivise per attività principale.

## Allenatrici di ginnastica(1)
- Amalia Tinto, allenatrice di ginnastica ritmica italiana (Torino, n. 1957)

## Antropologhe(1)
- Amalia Signorelli, antropologa e opinionista italiana (Roma, n. 1934 - Roma, † 2017)

## Artiste(1)
- Amalia Del Ponte, artista, designer e scultrice italiana (Milano, n. 1936)

## Attrici(2)
- Lia Amanda, attrice italiana (Roma, n. 1932)
- Amalia Pellegrini, attrice italiana (Vigevano, n. 1873 - New York, † 1958)

## Attrici teatrali(4)
- Amalia Bettini, attrice teatrale italiana (Milano, n. 1809 - Roma, † 1894)
- Amalia Borisi, attrice teatrale italiana (n. 1844 - Bondeno, † 1922)
- Amalia Fumagalli Targhini, attrice teatrale italiana (Milano, n. 1824 - Roma, † 1889)
- Amalia Vidari-Griffoni, attrice teatrale italiana (Vicenza)

## Canoiste(1)
- Amalia Calzavara, ex canoista italiana (Venezia, n. 1966)

## Cantautrici(1)
- Amalia Gré, cantautrice e pittrice italiana (Miggiano, n. 1964)

## Cestiste(3)
- Amalia Pomilio, ex cestista e allenatrice di pallacanestro italiana (Pescara, n. 1963)
- Amalia Venuti, ex cestista italiana
- Amalia Villalobos, cestista cilena (n. 1928 - † 2024)

## Danzatrici(2)
- Amalia Brugnoli, ballerina italiana (Milano, n. 1802 - † 1892)
- Amalia Ferraris, danzatrice italiana (Voghera, n. 1828 - Firenze, † 1904)

## Fotografe(1)
- Amalia Sperandio, fotografa italiana (Corfù, n. 1854 - L'Aquila, † 1948)

## Giornaliste(1)
- Amalia Moretti Foggia, giornalista e medica italiana (Mantova, n. 1872 - Milano, † 1947)

## Nobildonne(5)
- Amalia Cristiana di Baden, nobildonna (Karlsruhe, n. 1776 - Bruchsal, † 1823)
- Amalia di Sassonia, nobildonna (Meißen, n. 1436 - Rochlitz, † 1501)
- Augusta di Anhalt-Dessau, nobildonna (Dessau, n. 1793 - Rudolstadt, † 1854)
- Amalia Freud, nobildonna austro-ungarica (Brody, n. 1835 - Vienna, † 1930)
- Amalia d'Assia-Darmstadt, nobildonna (Prenzlau, n. 1754 - Bruchsal, † 1832)

## Nobili(11)
- Amalia di Solms-Braunfels, nobile tedesca (Braunfels, n. 1602 - L'Aia, † 1675)
- Amalia Filippina di Borbone-Spagna, nobile spagnola (Madrid, n. 1834 - castello di Nymphenburg, † 1905)
- Amalia d'Este, nobile italiana (Modena, n. 1699 - Modena, † 1778)
- Amalia di Hohenzollern, nobile (Plassenburg, n. 1461 - Baden-Baden, † 1481)
- Amalia di Hohenzollern-Sigmaringen, nobile tedesca (Sigmaringen, n. 1815 - Sigmaringen, † 1841)
- Amalia von Königsmarck, nobile, pittrice e attrice teatrale svedese (Stade, n. 1663 - Övedskloster, † 1740)
- Amalia di Nassau-Dietz, nobile tedesca (Leeuwarden, n. 1710 - Durlach, † 1777)
- Amalia di Nassau-Weilburg, nobile tedesca (Kirchheimbolanden, n. 1776 - Limburg an der Lahn, † 1841)
- Amalia Luisa di Arenberg, nobile tedesca (Bruxelles, n. 1789 - Bamberga, † 1823)
- Amalia Zefirina di Salm-Kyrburg, nobile tedesca (Parigi, n. 1760 - Sigmaringen, † 1841)
- Amalia Enrichetta di Solms-Baruth, nobile tedesca (Kliczków, n. 1768 - Karlsruhe, † 1847)

## Partigiane(1)
- Amalia Lydia Lalli, partigiana italiana (Flaibano, n. 1922 - Aulla, † 1945)

## Pittrici(2)
- Amalia De Angelis, pittrice italiana (Roma, n. 1824 - Roma, † 1873)
- Amalia Lindegren, pittrice svedese (Stoccolma, n. 1814 - Stoccolma, † 1891)

## Politiche(3)
- Amalia Miotti, politica italiana (Vicenza, n. 1916 - † 1986)
- Amalia Sartori, politica italiana (Valdastico, n. 1947)
- Amalia Schirru, politica italiana (San Sperate, n. 1953)

## Principesse(7)
- Amalia di Sassonia-Weimar-Eisenach, principessa tedesca (Gand, n. 1830 - Walferdange, † 1872)
- Amalia di Nassau-Dietz, principessa tedesca (L'Aia, n. 1655 - Allstedt, † 1695)
- Amalia di Sassonia-Coburgo-Koháry, principessa tedesca (Coburgo, n. 1848 - Schwabing, † 1894)
- Amalia di Baden, principessa (Karlsruhe, n. 1795 - Karlsruhe, † 1869)
- Amalia di Jülich-Kleve-Berg, principessa tedesca (n. 1517 - † 1586)
- Amalia Carlotta di Svezia, principessa svedese (Stoccolma, n. 1805 - Oldenburg, † 1853)
- Amalia di Württemberg, principessa tedesca (Wallisfurth, n. 1799 - Altenburg, † 1848)

## Schermitrici(1)
- Amalia Tătăran, schermitrice rumena (Satu Mare, n. 1994)

## Scrittrici(3)
- Amalia Bordiga, scrittrice, giornalista e storiografa italiana (Portici, n. 1890)
- Amalia Guglielminetti, scrittrice e poetessa italiana (Torino, n. 1881 - Torino, † 1941)
- Liala, scrittrice italiana (Carate Urio, n. 1897 - Varese, † 1995)

## Scultrici(1)
- Amalia Ciardi Dupré, scultrice italiana (Firenze, n. 1934 - Firenze, † 2024)

## Soprani(2)
- Amalia Fossa, soprano italiano (Napoli, n. 1847 - Firenze, † 1911)
- Minnie Hauk, soprano statunitense (New York, n. 1851 - Lucerna, † 1929)

## Sovrane(3)
- Amalia Augusta di Baviera, regina (Monaco di Baviera, n. 1801 - Dresda, † 1877)
- Amalia di Zweibrücken-Birkenfeld, regina (Mannheim, n. 1752 - Dresda, † 1828)
- Amalia di Oldenburg, sovrana greca (Oldenburg, n. 1818 - Bamberga, † 1875)

## Traduttrici(1)
- Amalia Popper, traduttrice italiana (Trieste, n. 1891 - Firenze, † 1967)

## Senza attività specificata(4)
- Amalia Ercoli-Finzi, ingegnera e filantropa italiana (Gallarate, n. 1937)
- Amalia Elisabetta di Hanau-Münzenberg, contessa (Hanau, n. 1602 - Kassel, † 1651)
- Amalia de Llano, contessa e scrittrice spagnola (Barcellona, n. 1822 - Madrid, † 1874)
- Amalia in Baviera, duchessa tedesca (Monaco di Baviera, n. 1865 - Stoccarda, † 1912)